# Skbk wz. 1989 Onyks
A subkarabinek wz. 1989 Onyks (subcarabina wz. 1989 Onyx) é uma variante curta e leve polonesa do fuzil de assalto wz. 88 Tantal, também baseada na AKS-74U. O desenvolvimento da arma começou em 1989 no instituto estadual de pesquisa Ośrodek Badawczo-Rozwojowy, na cidade de Radom. As especificações técnicas da arma foram confirmadas naquele mesmo ano. Somente em 1990 foi concedida a aprovação para a produção dos primeiros protótipos, avaliados no ano seguinte em uma série de testes de qualificação militar, resultando em um pedido para um lote inicial de pré-produção em 1993, a ser fabricada na Fábrica de Armas Łucznik, em Radom.
A carabina foi criada por uma equipe liderada por B. Szpaderski e seus engenheiros-chefes eram K. Styczyński e E. Wysocki. A Onyks permaneceu como um protótipo e nunca passou da fase de pesquisa e desenvolvimento. Foi projetada para equipar infantaria aerotransportada, unidades policiais e de operações especiais militares, além de tripulações de veículos.

## Projeto
A carabina tem um layout de projeto idêntico, sistema de operação, mecanismo de travamento e usa o mesmo tipo de munição do fuzil Tantal, e as principais modificações incluem os seguintes componentes: cano, suporte do ferrolho e haste do pistão, cilindro de gás, punho frontal, protetor de calor, dispositivo de cano e miras de ferro.

## Operadores
- Camboja: Usada pelas forças do Funcinpec durante os confrontos no Camboja em 1997.[2]
- Polónia: Anteriormente usada pela SPAP.